# Goddelijk Kind Jezuskerk (Turnhout)

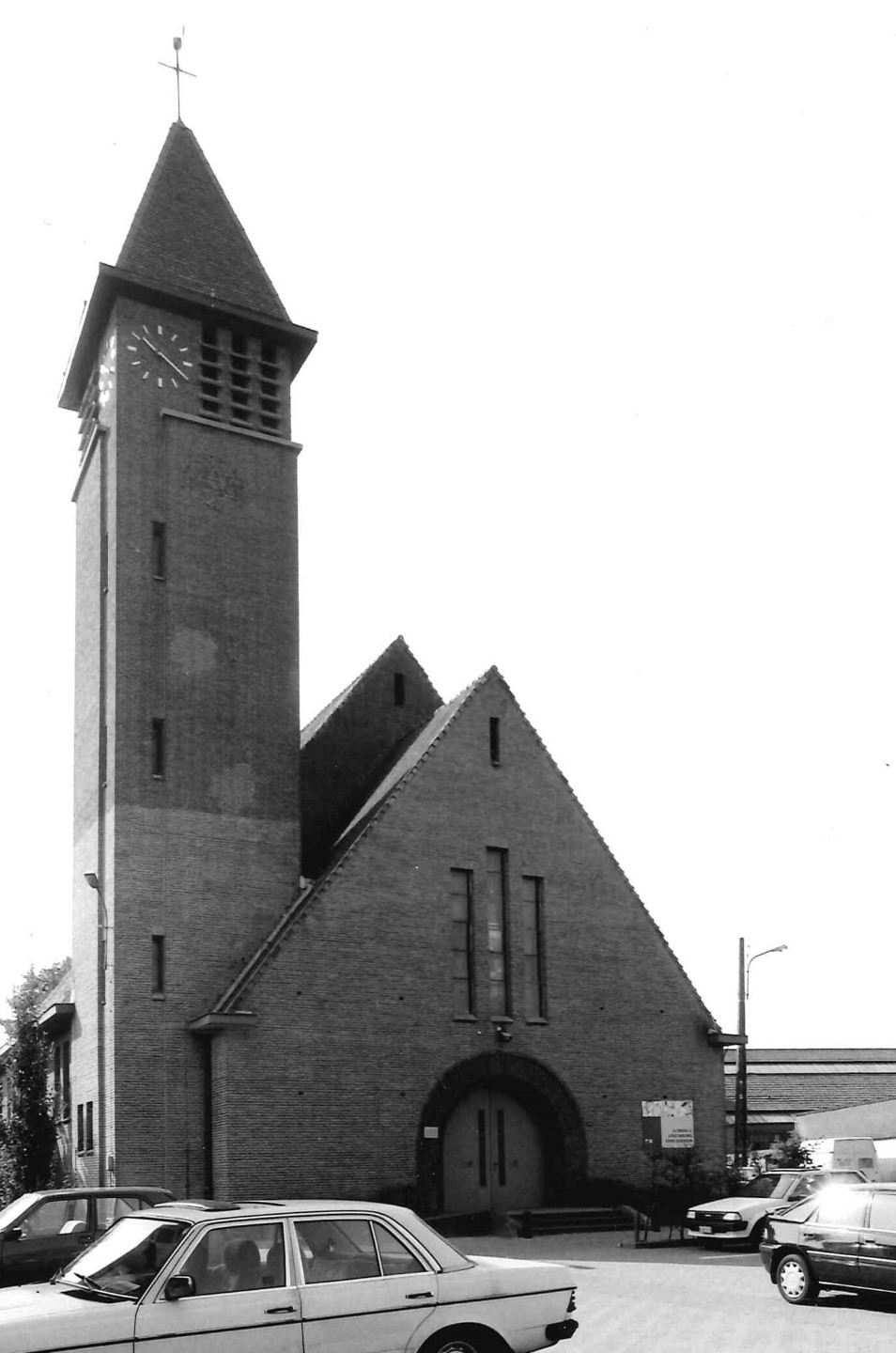
Goddelijk Kind Jezuskerk

De Goddelijk Kind Jezuskerk is een kerkgebouw in de Belgische stad Turnhout, gelegen aan de Steenweg op Oosthoven 170.

## Geschiedenis
In 1933 werd een kapelanie gesticht in het noordoosten van Turnhout. Deze was afhankelijk van de Sint-Pietersparochie. Een kerk, naar ontwerp van Gustaaf Van Meel, werd gebouwd van 1934-1935. In 1940 werd de kerk tot parochiekerk verheven.

## Gebouw
Het betreft een op het zuiden georiënteerde, bakstenen pseudobasiliek in een stijl die kenmerken van de nieuwe zakelijkheid en art deco vertoont. Op de noordoosthoek bevindt zich een halfingebouwde toren onder tentdak. De kerk wordt gedekt door een zadeldak. De narthex en het koor hebben een iets lager zadeldak. De vensters zijn smal rechthoekig en in groepen van drie gerangschikt. Het schip en het koor hebben betonnen spitsbooggewelven.

## Interieur
Het interieur bezit 20e-eeuws meubilair en kunstwerken, en een orgel van 1954. Er zijn glas-in-loodramen en kruiswegstaties in zandstenen reliëf.